# NGC 2377
NGC 2377 je galaksija u zviježđu Jednorogu.

## Vanjske poveznice
- SEDS: NGC 2377